# 산소 순환

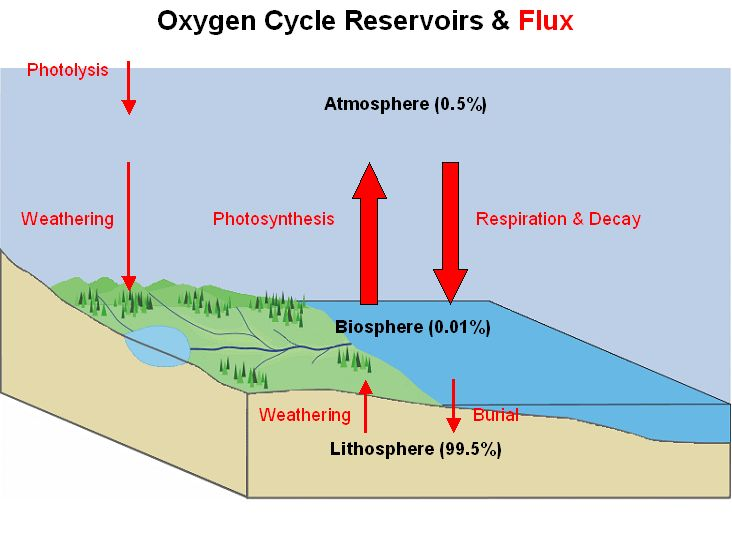
산소의 순환을 나타낸 그림.

산소 순환(酸素循環, 영어: oxygen cycle)은 산소가 대기권, 생물권 안의 생물에 들어있는 총량(생태계의 총량), 암권(지구 껍데기) 안에서 움직이는 현상을 가리키는 생물지구화학적 순환이다. 수권 안에서 산소의 순환이 실패하면 저산소 지역이 나타날 수 있다. 산소의 순환을 일으키는 주된 요인은 현대 지구의 대기와 삶을 책임지는 광합성이다.

## 저장소
산소가 가장 많은 저장소는 지각과 맨틀의 규산염과 산화 광물안에 들어 있다. (99.5%) 극히 일부만이 자유 산소로서 생물권과 대기로 방출된다. 대기권 산소의 주 원천은 광합성이며 이산화탄소와 물로부터 당분과 산소를 만든다:
6CO2 + 6H2O + 에너지 → C6H12O6 + 6O2
대기 산소는 광해리에서도 나온다. 여기서 고에너지 자외선은 대기의 물과 아산화질소를 분자 원자로 분리시킨다. 자유 H 및 N 원자는 대기의 O2에서 빠져나온다.
2H2O + 에너지 → 4H + O2
2N2O + 에너지 → 4N + O2
대기에서 산소를 잃는 주된 요인은 강수와 부패이며 여기서 짐승과 박테리아는 산소를 소비하고 이산화탄소를 내보낸다.
암권 광물이 산소로 산화되어 있으므로 노출되어 있는 암석이 풍화를 일으키면 산소를 소비할 수도 있다. 풍화 작용의 한 예로 산화 철(녹)의 형성이 있다.
4FeO + O2 → 2Fe2O3
산소는 생물권과 암석권 사이에서 순환하기도 한다. 생물권의 해양생물은 산소가 풍부한 탄산 칼슘 물질(CaCO3)을 만들어낸다. 생물이 죽으면 껍질은 깊은 해저 위에 분해되어 오랜 시간 묻히면 암석권에서 석회암을 만들어낸다. 생물이 만들어낸 풍화 작용은 암석으로부터 산소를 가져오기도 한다. 식물과 짐승은 암석으로부터 영양 물질을 가져와서 이 과정이 일어나는 가운데 산소를 내보낸다.

## 오존
대기에 산소가 존재하면 성층권에 오존(O3)과 오존층을 만든다. 이 오존층은 해로운 자외선을 흡수하므로 생물에 매우 중요하다:
O2 + 자외선 에너지 → 2O
O + O2 → O3

## 같이 보기
- 산소

## 참고 자료
- Cloud, P. and Gibor, A. 1970, The oxygen cycle, Scientific American, September, S. 110-123
- Fasullo, J., Substitute Lectures for ATOC 3600: Principles of Climate, Lectures on the global oxygen cycle, http://paos.colorado.edu/~fasullo/pjw_class/oxygencycle.html
- Morris, R.M., OXYSPHERE - A Beginners' Guide to the Biogeochemical Cycling of Atmospheric Oxygen, https://web.archive.org/web/20041103093231/http://seis.natsci.csulb.edu/rmorris/oxy/Oxy.htm